# Francesca Nunzi
Francesca Nunzi (Roma, 27 de desembre de 1968) és una actriu italiana de cinema i televisió.

## Biografia
Des de petita va mostrar una marcada propensió per les arts escèniques. De jove va començar a cantar en una coneguda taverna tradicional de la capital. Aquesta característica la farà notar Gigi Proietti, que l'admetrà al seu laboratori d'arts escèniques, on es graduarà i on començarà la seva carrera en espectacles com Leggero Leggero, A me gli occhi bis. Amb el grup dei Picari, format durant el mateix taller, juntament amb els companys Augusto Fornari, Roberto D'Alessandro, Massimiliano Giovanetti i Marco Simeoli, Francesca afronta el camí de la varietat i l'escriptura d'autor fent espectacles d'humor de gran impacte en el públic. Mentrestant també va debutar al cinema dirigit per Cristiano Bortone a Oasi i per Carlo Verdone a Perdiamoci di vista. A la gran pantalla estarà dirigida per Christian De Sica, Leone Pompucci i Tinto Brass, entre d'altres. Al Teatre va col·laborar sempre als anys 90 amb Pier Francesco Pingitore i Nicola Pistoia. Mentrestant, continua cultivant la seva passió per les tradicions de la seva ciutat, desenvolupant habilitats interpretatives. L'any 2011 és escollida pel mateix Luigi Magni per interpretar el paper de Tosca en la reducció teatral, en versió comèdia musical, de la seva pel·lícula del mateix nom. El teatre musical la veurà sovint com a intèrpret d'espectacles on-woman, dels quals és autora o coautora, i de comèdies i musicals originals com E che cats!!! Un altro musical?!?, dirigit per Francesco Arienzo al costat de Barbara Foria, Claudio Insegno i Marco Simeoli o Roma Napoli, un’ora di treno per mille racconti sempre amb Simeoli, ue també trobarà a la darrera edició de Aggiungi un posto a tavola on interpreta el paper d'Ortensia, al costat de Gianluca Guidi i Enzo Garinei, a les temporades de teatre 2017/2018, 2018/2019 i 2019/2020. A l'estiu del 2020 és protagonista d'un esdeveniment únic, a l'estiu del Covid Musical Night – il Sogno del Teatro, ideat i dirigit per Marco Predieri. Al final de l'espectacle rep de l'alcalde de Castelnuovo Berardenga, Fabrizio Nepi, el Premi Calici di Stelle alle Stelle dello Spettacolo, com a intèrpret de les seves pròpies comèdies musicals.
Francesca Nunzi combina les seves habilitats com a actriu i intèrpret amb les d'escriptora, de fet és autora de la novel·la autobiogràfica Quei due nel mio orecchio i de les narracions Liberi eccessi di fantasia, que també inclou un homenatge al seu pare. També col·labora com a autora musical amb Marco Petriaggi amb qui ha enregistrat diverses cançons, sempre en llengua romana, i ha publicat la cançó Buon Natale el desembre de 2020.

## Filmografia

### Cinema
- Oasi, dirigida per Cristiano Bortone (1994)
- Perdiamoci di vista, dirigida per Carlo Verdone (1994)
- L'amico di Wang, dirigida per Carl Haber (1997)
- Simpatici & antipatici, dirigida per Christian De Sica (1998)
- Monella, dirigida per Tinto Brass (1998)
- I fobici, dirigida per Giancarlo Scarchilli (1999)
- La coccinella, dirigida per Nello Pepe, episodi de Corti circuiti erotici (1999)
- Senza paura, dirigida per Stefano Calvagna (2000)
- Il grande botto, dirigida per Leone Pompucci (2000)
- Tra(sgre)dire, dirigida per Tinto Brass (2000)
- E adesso sesso, dirigida per Carlo Vanzina (2001)
- Ultimo stadio, dirigida per Ivano De Matteo (2002)
- Nemici per la pelle, dirigida per Rossella Drudi (2006)
- Notte prima degli esami - Oggi, dirigida per Fausto Brizzi (2007)
- Cemento armato, dirigida per Marco Martani (2007)
- Un'estate al mare, dirigida per Carlo Vanzina (2008)
- Ultimi della classe, dirigida per Luca Biglione (2008)
- Ex, dirigida per Fausto Brizzi (2009)
- Una notte agli studios, dirigida per Claudio Insegno (2013)
- Tonino, dirigida per Stefano Calvagna (2013)
- La pioggia che non cade, dirigida per Marco Calvise (2014)
- Miami Beach (pel·lícula), dirigida per Carlo Vanzina (2016)
- Il Regno, dirigida per Francesco Fanuele (2020)
- Dolcemente complicate, dirigida per Angelo Frezza i Rosario Petix (2021)

### Curtmetratges
- La coccinella, dirigit per Nello Pepe (1999)
- Pillole di bisogni, dirigit per Ivano De Matteo (2008)
- Quello che non sai, dirigit per Armando Di Lillo (2014)
- Buon viaggio, dirigit per Anita Anna Ruggieri (2016)

### Televisió
- Il maresciallo Rocca, (1996) e (2005)
- Una donna per amico (1998)
- Tutti gli uomini sono uguali (1998)
- Un medico in famiglia (1998)
- La casa delle beffe (2000)
- Una donna per amico 3 (2001)
- Il bello delle donne (2001)
- Don Matteo (2002)
- La palestra, dirigida per Pier Francesco Pingitore (2003)
- Matilde, dirigida per Luca Manfredi (2005)
- Distretto di Polizia (2007)
- Non è stato mio figlio, dirigida per Alessio Inturri (2016)
- No Budget: The series (2016)

## Teatre
- Delitto al Caffè Chantant, amb i Picari, dirigida per Nicola Pistoia
- Il Decamerone, amb Peppe Barra, dirigida per Renato Giordano
- Ti amo o qualcosa del genere, de Diego Ruiz, dirigida per Antonio Giuliani (2006)
- Finchè mamma non ci separi, de Diego Ruiz, dirigida per Antonio Giuliani (2007)
- La signora in rosso fisso
- Il matrimonio può attendere
- Il mio secondo matrimonio, amb Maurizio Battista
- Cuori scatenati (2017), amb Maria Lauria, Diego Ruiz, Sergio Muniz
- Aggiungi un posto a tavola (2018-2019-2020), amb Gianluca Guidi, Enzo Garinei, dirigida per Gianluca Guidi
- Musical Night - Il sogno del Teatro (2020), dirigida per Marco Predieri

## Programes de TV
- Due sul divano (2002)
- Ci vediamo da me, dirigit per Corrado Orfini (2020)
- Stasera a Teatro - Regalo di Natale, dirigit per Matteo Lorini (2020)